# مؤشر تنكان الصناعي
مؤشر تنكان الصناعي هو مؤشر ربع سنوي يصدره البنك المركزي الياباني، و يركز هذا المؤشر على الأحوال في قطاع الأعمال للشركات الصناعية الكبرى في الاقتصاد الياباني ويعد من أهم مؤشرات والأكثر تحريكا للأسواق.
الرقم صفر هو الوسط لهذا المؤشر فارتفاع المؤشر فوق هذا الرقم يدل على انتعاش القطاع والعكس صحيح، القراءة الإيجابية للمؤشر تدل على تحسن الثقة بين الشركات الصناعية الكبيرة بشأن مستقبل اقتصاد اليابان بينما تدل القراءة السالبة على مدى التشاؤم.

## وصلات خارجية
- الصفحة الرسمية للبنك المركزي الياباني عن المؤشر